# Gélose Baird-Parker

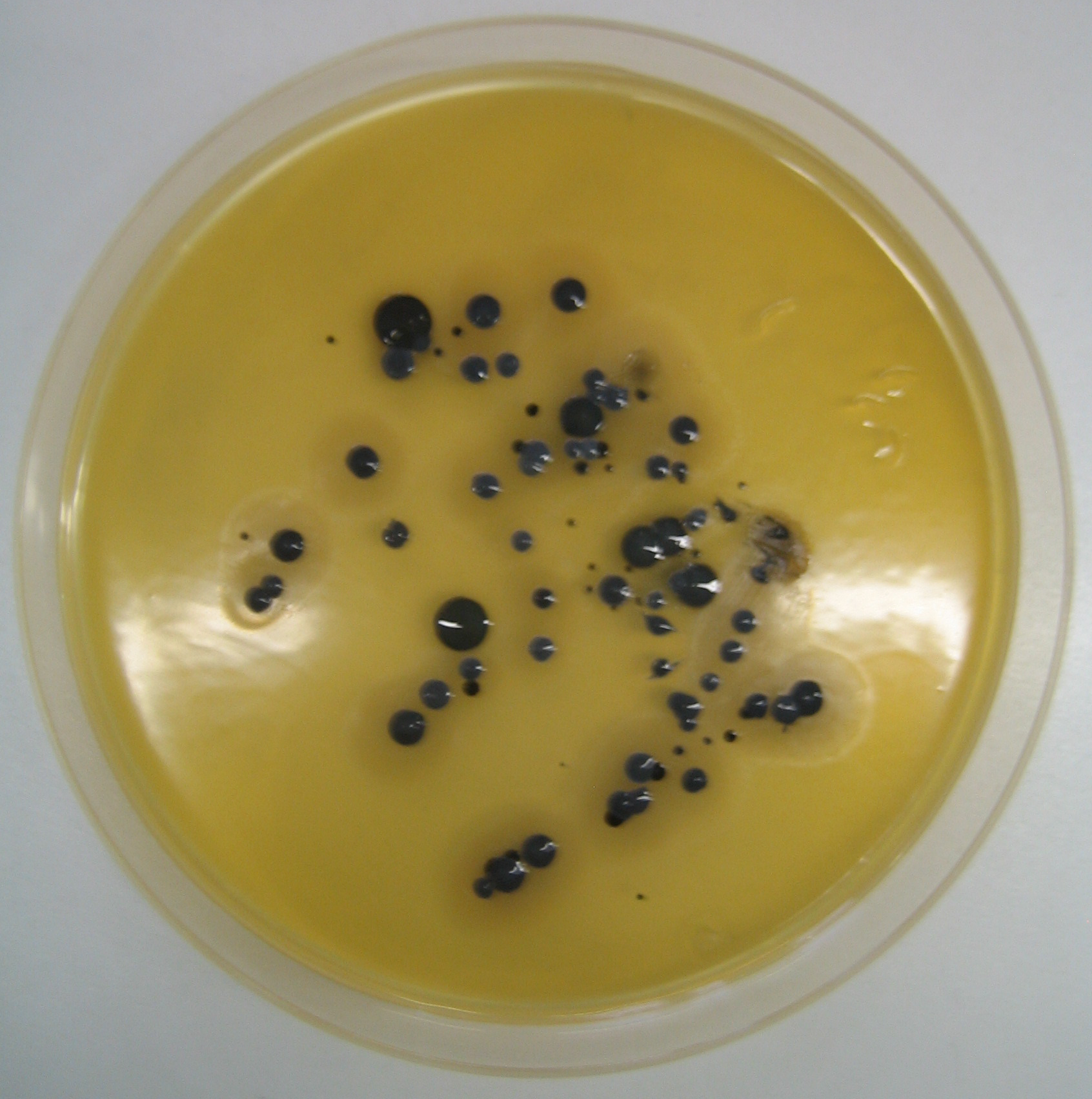
Culture de S. aureus sur une gélose Baird-Parker

La gélose Baird-Parker est un milieu de culture sélectif et différentiel employé en microbiologie pour l'isolement et l'identification du pathogène Staphylococcus aureus (Staphylocoque doré). Il a été mis au point en 1962 par A.C. Baird-Parker dans le but de faciliter la détection et la numération des Staphylocoques dorés entérotoxinogènes responsables d'intoxications alimentaires. Son auteur s'est inspiré du milieu tellurite-glycine proposé par E. Zebovitz et al. quelques années plus tôt.

## Principe
La base nutritive est riche : elle se compose de peptone de caséine, d'extrait de bœuf, d'extrait de levure et de jaune d’œuf.
Le milieu comporte trois inhibiteurs dont les concentrations sont ajustées pour perturber le moins possible la croissance des Staphylocoques dorés. Le chlorure de lithium est un inhibiteur non spécifique des micro-organismes indésirables. La glycine inhibe les Microcoques mais à plus forte concentration elle a le même effet sur les Staphylocoques. Le tellurite de potassium inhibe S. aureus et les autres Staphylocoques avec un effet plus marqué sur ces derniers.
Le pyruvate de sodium est un facteur de croissance qui protège S. aureus de la toxicité des inhibiteurs (en particulier le tellurite). Il permet de les utiliser en concentrations suffisantes pour inhiber efficacement la flore saprophyte, abondante dans les prélèvements alimentaires. La glycine joue aussi le rôle de facteur de croissance pour ce pathogène.
Deux ingrédients de ce milieu sont également des indicateurs. Le tellurite, en plus de son rôle inhibiteur, permet d'identifier les souches capables de le réduire : dans ce cas les colonies prennent une coloration noire métallisée due à la précipitation locale de tellure. À côté de son rôle nutritif le jaune d’œuf dilué sert à la lecture de l'activité enzymatique des souches. Après 24 h de culture à 37°C, les colonies productrices de lipoprotéinase sont entourées d'un halo décoloré translucide qui tranche sur l'aspect jaune opaque du milieu initial. Après une incubation plus prolongée (au-delà de 48 h) les colonies également productrices de lécithinase s'entourent d'un halo blanc trouble à opaque qui apparaît à l'intérieur de la zone de décoloration.

## Lecture
Les colonies suspectes de Staphylocoque doré sont celles qui présentent les trois caractères :
- coloration en noir brillant (réduction du tellurite)
- halo décoloré translucide après 24 h de culture à 37°C (présence d'une lipoprotéinase)
- précipité blanc trouble à opaque, d'apparition différée dans la zone de décoloration (présence d'une lécithinase).

Cet aspect évocateur ne permet que de suspecter la présence de S. aureus. D'autres tests sont nécessaires pour confirmer l'identification.
D'autres micro-organismes (Staphylocoques à coagulase négative, certains Microcoques, Bacillus voire des levures) peuvent pousser sur la gélose Baird-Parker mais leurs colonies n'ont pas cet aspect typique.

## Composition
Pour 1000 mL de milieu :
- peptone de caséine : 10 g
- extrait de bœuf : 5 g
- extrait de levure : 1 g
- glycine : 12 g
- pyruvate de sodium : 10 g
- chlorure de lithium : 5 g
- émulsion de jaune d’œuf : 50 mL (jaune d’œuf dilué à 30% dans du sérum physiologique[6])
- tellurite de potassium : 100 mg (soit 10 mL d'une solution aqueuse à 1% m/v)
- agar : 20 g.

Ajuster le pH à 6,8 ± 0,2 à 25°C.
La gélose Baird-Parker RPF (Rabbit Plasma Fibrinogen) est une variation dépourvue de tellurite et de jaune d’œuf mais supplémentée avec du plasma de lapin et du fibrinogène bovin. Avec ce milieu l'identification du Staphylocoque doré est facilitée par une recherche de coagulase réalisée in situ : lorsqu'elle est présente la coagulase réagit avec la prothrombine du plasma et le complexe coagulase-prothrombine clive le fibrinogène en fibrine insoluble. Le milieu étant translucide, car il ne contient pas d'œuf, le précipité de fibrine est visible sous la forme d'une opacité autour des colonies productrices de coagulase. Ces colonies suspectes de S. aureus sont ensuite soumises à d'autre tests pour confirmer – ou non – l'identification,.

## Préparation
La « base Baird Parker » qui se compose des ingrédients thermostables est dissoute à chaud dans le volume correspondant d'eau distillée et le mélange est stérilisé à l'autoclave (15 minutes à 121°C). Après refroidissement partiel jusqu'à 50°C les additifs thermosensibles (émulsion de jaune d’œuf et tellurite de potassium, ou plasma et fibrinogène pour la version RPF) sont introduits aseptiquement, par exemple par filtration stérilisante. Le mélange homogénéisé est réparti dans des contenants stériles.
L'émulsion de jaune d’œuf est proposée par plusieurs fabricants sous forme de supplément prêt à l'emploi. Pour la préparer à partir d’œufs frais il faut désinfecter très soigneusement la surface des coquilles puis, en travaillant en conditions aseptiques, séparer les blancs des jaunes et mélanger les jaunes avec du sérum physiologique stérile de façon à obtenir une dilution de 30% (v/v).